# 埃爾特沃格島
63°12′N 8°25′E / 63.200°N 8.417°E
埃爾特沃格島是挪威的島嶼，位於該國西南部，由默勒-魯姆斯達爾郡負責管轄，長15公里、寬12公里，面積139平方公里，最高點海拔高度694米。